# Musique pour cordes, percussion et célesta

Musique pour cordes, percussion et célesta de Béla Bartók est une œuvre composée en 1936 et créée le 21 janvier 1937 à Bâle par l'orchestre de chambre de Bâle, dirigé par Paul Sacher, qui en est aussi le commanditaire.
Cette pièce orchestrale est novatrice dans sa composition. La structure du premier mouvement pourrait être construite (comme de nombreuses autres œuvres du compositeur) sur des proportions en rapport avec le nombre d'or et la suite de Fibonacci. Cependant, d'autres spécialistes de Bartók ont critiqué cette interprétation,. On y trouve aussi une invention rythmique, un langage chromatique d'essence modale (une note servant toujours de polarité au discours) et des sources folkloriques et impressionnistes.

## Analyse
Quatre mouvements se succèdent : une fugue qui palpite, un allegro bondissant, un nocturne vertigineux et un final joyeusement « paysan » par ses danses populaires :
- Andante tranquillo :

Fugue rigoureuse et tendue sur le ton indicatif de la où les sections de cordes entrent séquentiellement et crescendo avec de fréquents changements de métrique à 5/8, 7/8, 8/8, 9/8, 10/8, 12/8, d'abord avec sourdine les premiers altos à 8/8, puis les premiers violons, ensuite les deuxièmes violons puis les premiers violoncelles, ensuite les premières contrebasses et ainsi de suite jusqu'à l'entrée d'un roulement de timbale crescendo, suivi d'un tremolo des cymbales crescendo ; et enfin le célesta qui en triples croches joue un motif chromatique ondulant, onirique et obsessionnel, répété 17 fois. La fin s'apaise sur la tonique 'la', diminuendo. L'alliance des cordes avec le célesta et les timbales produit une atmosphère de timbres tout à fait particulière.
- Allegro :

Le second mouvement, brillant et rythmique, est construit selon la forme sonate et pivote autour de la tonalité d’ut (thème secondaire en sol).
- Adagio :

En forme d'arche (A, B, C, B, A) en fa , et empli de sons nocturnes et mystérieux à la manière d'une « musique de nuit ». Entre les sections, apparaît un fragment du thème du premier mouvement. L'introduction est marquée par la répétition sur trois mesures d'un fa aigu, pianissimo, au xylophone (comme la Bagatelle no 12) ; puis entrent les timbales (avec changement rapide de hauteur) et les violoncelles et contrebasses avec des trémolos profonds ; les altos exposent ensuite la tête du thème. Les timbres ont ici une prédominance absolue. C'est sans doute le mouvement le plus original.
- Allegro molto :

Le dernier mouvement en la (Allegro molto), sorte de rondo cinglant, est le plus fougueux, mais aussi le plus tonal et conventionnel, Bartók revenant à son inspiration issue du folklore. Mais il fait aussi entendre une reprise du thème du premier mouvement, simplifié il passe du chromatisme original à une forme diatonique (en mode lydien avec septième degré abaissé), avant de se précipiter vers sa conclusion.
Il s'agit d'une des œuvres les plus expressives de Bartók, dans laquelle le compositeur trouve son mode d'expression personnel, en une sorte de transposition de son monde intérieur.

## Instrumentation

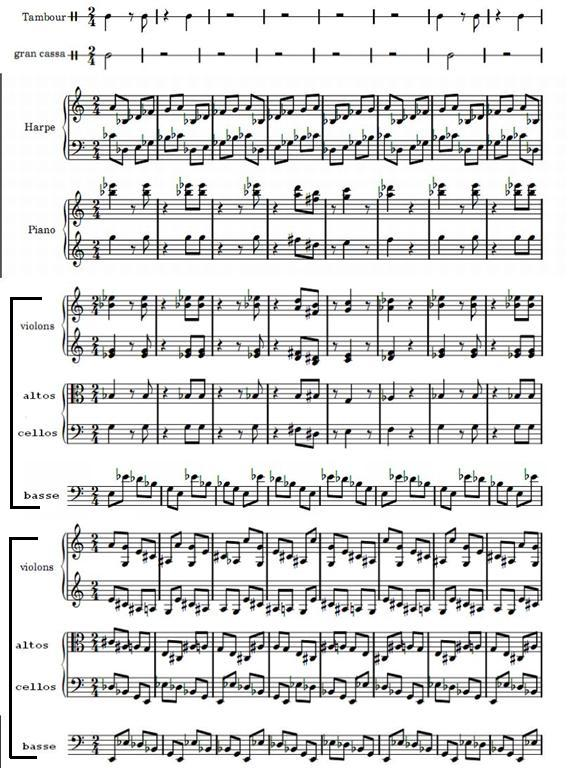
2' mouvement mesures 200 à 207

| Instrumentation de Musique pour cordes, percussion et célesta               |
| Cordes I                                                                    |
| premiers violons, seconds violons, altos, violoncelles, contrebasses,       |
| Cordes II                                                                   |
| premiers violons, seconds violons, altos, violoncelles, contrebasses,       |
| Claviers                                                                    |
| 1 Harpe, 1 piano, 1 Célesta,                                                |
| Percussions                                                                 |
| timbales, grosse caisse, Cymbale, Tam-tam, 2 Tambours piccolo, 1 Xylophone, |

## Discographie
- Harold Byrns, Los Angeles chamber orchestra (1949, Capitol Records L-8048) (OCLC 605207164)
- Herbert von Karajan et le Orchestre Philharmonia (1949, EMI).
- Leonard Bernstein et l'Orchestre philharmonique de New York, 1950 (concert Carnegie Hall).
- Rafael Kubelík et l'Orchestre symphonique de Chicago (1951, EMI).
- Ferenc Fricsay et l'Orchestre symphonique du RIAS de Berlin (1954, DG).
- Guido Cantelli et l'Orchestre symphonique de Boston (Concert 1954).
- Georg Solti et l'Orchestre philharmonique de Londres, 1955.
- Adrian Boult et l'Orchestre philharmonique de Londres (1955).
- Eduard van Beinum et l'Orchestre du Concertgebouw d'Amsterdam (13-14 octobre 1955, Philips).
- Ernest Ansermet et l'Orchestre de la Suisse romande (1957, Decca).
- Leopold Stokowski et le Stokowsky symphony Orchestra (1957).
- Fritz Reiner et l'Orchestre symphonique de Chicago (1958, RCA).
- Antal Doráti et le Philharmonia Hungarica, 1958.
- Antal Doráti et l'Orchestre symphonique de Londres, 1960.
- Herbert von Karajan et l'Orchestre philharmonique de Berlin (1961, EMI).
- Leonard Bernstein et l'Orchestre philharmonique de New York (1961, Sony).
- Georg Solti et l'Orchestre symphonique de Londres (1963, Decca).
- Ievgueni Mravinski et l'Orchestre philharmonique de Leningrad, 1965.
- Ievgueni Mravinski et l'Orchestre philharmonique de Leningrad, 1967.
- Pierre Boulez et l'Orchestre symphonique de la BBC (1967, Sony).
- György Lehel et l'Orchestre symphonique de Budapest (1967, Hungaroton).
- Herbert von Karajan, Orchestre philharmonique de Berlin (1969, DG).
- Neville Marriner, Academy of St Martin in the Fields (1969, Argo/Decca).
- Bernard Haitink, Orchestre du Concertgebouw d'Amsterdam (1970, Philips).
- Ievgueni Mravinski et l'Orchestre philharmonique de Leningrad, 1967.
- Hans Schmidt-Isserstedt et l'Orchestre de la Radio NDR de Hambourg, 1971.
- Daniel Barenboim, English Chamber Orchestra (1972, EMI).
- Kirill Kondrachine et l'Orchestre philharmonique de Moscou (1974, Melodiya).
- Seiji Ozawa et l'Orchestre symphonique de Boston (1976, DG).
- Eugene Ormandy et l'Orchestre de Philadelphie, 1978.
- György Lehel, Orchestre symphonique de Budapest (1981, Hungaroton SLPX1301)
- Leonard Bernstein et l'Orchestre symphonique de la Radiodiffusion bavaroise, 1983.
- Antal Doráti et l'Orchestre symphonique de Détroit (1983, Decca).
- Iván Fischer et l'Orchestre du Festival de Budapest (1985, Philips 4168314).
- Charles Dutoit et l'Orchestre symphonique de Montréal, 1987.
- Michael Gielen et l'Orchestre symphonique de la SWR, 1988.
- Zoltán Peskó et l'Orchestre du Südwestfunk, 1988.
- James Levine, Orchestre symphonique de Chicago (1989, DG).
- Georg Solti, Orchestre symphonique de Chicago (février/novembre 1989, Decca)
- Mariss Jansons et l'Orchestre philharmonique d'Oslo, 1990.
- Alexander Rahbari et l'Orchestre philharmonique de la Radio-télévision de Bruxelles, 1990.
- János Rolla, Orchestre de chambre Ferenc Liszt (février 1992, HM 1903052)
- Christoph von Dohnányi et l'Orchestre de Cleveland (1992, Decca).
- Ádám Fischer et l'Orchestre de la Philharmonie nationale hongroise, 1993.
- Pierre Boulez et l'Orchestre symphonique de Chicago (1994, DG).
- Neville Marriner et l'Orchestre symphonique de la radio de Stuttgart, 1994.
- Jean-Jacques Kantorow, Tapiola Sinfonieta (mars 1995, BIS CD-740)
- Esa-Pekka Salonen et l'Orchestre philharmonique de Los Angeles (1996, Sony).
- Charles Mackerras et l'Orchestre de chambre écossais, 2004.
- Edward Gardner, Orchestre Symphonique de Melbourne (12 mars 2013, SACD Chandos CHSA 5130)

## Utilisation de l'œuvre dans d'autres domaines
Musique pour cordes, percussion et célesta a été utilisée dans de nombreux films et séries télévisées. Le troisième mouvement a notamment été utilisé par Stanley Kubrick dans plusieurs scènes de son film Shining (1980), ainsi que par Spike Jonze dans le film  Dans la peau de John Malkovitch.
Des extraits de l'œuvre peuvent également être entendus dans les épisodes de Doctor Who : The Enemy of the World et The Web of Fear